# Experimento de la estrella binaria de De Sitter
El efecto De Sitter fue descrito por Willem de Sitter en 1913 (así como por Daniel Frost Comstock en 1910) y se utilizó para afianzar la teoría de la relatividad especial frente a la teoría de la emisión de 1908, una hipótesis alternativa planteada por Walther Ritz que postulaba una velocidad de la luz variable dependiente de la velocidad del objeto emisor. De Sitter demostró que la teoría de Ritz habría implicado que las órbitas de las estrellas binarias no fuesen consistentes con el experimento y con las leyes de la mecánica, circunstancia que los resultados de las observaciones astronómicas no respaldaron. Esto fue confirmado definitivamente por Brecher en 1977, al observar un espectro de rayos X. Para otros experimentos relacionados con la relatividad especial, consúltese el artículo dedicado a las pruebas de la relatividad especial.

## El efecto
Según la teoría de la emisión simple, la luz emitida por un objeto debe moverse a una velocidad {\displaystyle c} con respecto al objeto emisor. Si no hay efectos de arrastre que compliquen el análisis, se esperaría que la luz se moviera a la misma velocidad hasta que finalmente alcanzara a un observador. Para un objeto que se mueve directamente hacia (o alejándose) del observador con velocidad {\displaystyle v}, se esperaría que esta luz todavía estuviera viajando a {\displaystyle (c+v)} (o {\displaystyle (c-v)}) en el momento en que alcanza al observador.
En 1913, Willem de Sitter argumentó que si esto fuera cierto, una estrella que orbita en un sistema binario normalmente, con respecto al observador, alternaría entre acercarse y alejarse de él. La luz emitida desde diferentes partes de la trayectoria orbital viajaría hacia el observador a diferentes velocidades. Para una estrella cercana con una velocidad orbital pequeña (o cuyo plano orbital sea casi perpendicular a la línea de visión), esto podría simplemente hacer que la órbita de la estrella parezca errática, pero para una combinación suficiente de velocidad orbital y distancia (e inclinación), la luz "rápida" emitida durante la aproximación podría alcanzar e incluso superar a la luz "lenta" emitida anteriormente durante una parte de recesión de la órbita de la estrella, que presentaría una imagen distorsionada y fuera de secuencia. Es decir, las leyes de Kepler del movimiento aparentemente no se cumplirían para un observador distante.
De Sitter hizo un estudio de estrellas dobles y no encontró ningún caso en el que las órbitas calculadas de las estrellas parecieran no ser keplerianas. Dado que se esperaría que la diferencia total de tiempo de vuelo entre señales luminosas "rápidas" y "lentas" escalara linealmente con la distancia en la teoría de emisión simple, y el estudio (estadísticamente) había incluido estrellas con una dispersión razonable de distancias y velocidades y orientaciones orbitales, de Sitter concluyó que el efecto "debería" haberse visto si el modelo fuera correcto, y su ausencia significaba que la teoría de las emisiones era casi con certeza errónea.